# Holterne
Holterne er et kvarter i bydelen Søndergårde umiddelbart nordøst for Hadsunds centrum. Vest for Holterne ligger Hadsund Dyrehave. Navnet Holterne bruges i det daglige sprog.
Kvarteret afgrænses mod nord af Bøgelunden, mod vest af Søndergårde, mod syd af Østergade og mod øst af Industri Øst. Gl. Visborgvej og Østergade giver adgang til Holterne.
Bebyggelsen består af 411 parceller fordelt på 96 rækkehuse, 11 træhuse og 304 parcelhuse. De ligger langs Engholt, øst for Gl. Visborgvej og nord for Østergade. Den har 14 sideveje: Tjørnholt, Hasslholt, Nordholt, Stenholt, Birkholt, Askholt, Hybenholt, Elmholt, Sønderholt, Sandholt, Bakholt, Burholt, Transbjergholt og Sindholtparken. Tjørnholt er opført i 1990 og består af 30 rækkehuse i røde mursten. Sindholtparken er opført i 2001 og består af 11 træhuse. Boligerne er opført som almennyttigt byggeri. Bærende konstruktioner og beklædninger er svensk gran. Transbjergholt er opført fra 1976 til 1980 og består af 66 rækkehuse i gule mursten. Syd for Transbjergholt ligger der en et grønt område "Holte Park" med stier, træer, små vandløb, borde og bænke.
Midt i Holterne er der et grønt område med en anlagt lille sø Holte Sø, hvor der er borde og bænke rundt om. Vest for den er der anlagt en lille fodboldbane og en grøn plads.
Størstedelen af Holterne er anlagt midt i 1970'erne og i 1980'erne som den første større udstykning af villagrunde i Hadsund Sogn. Siden 1990 er der blevet opført 96 rækkehuse i kvarteret.

## Historie
Navnet Holterne kendes ikke med sikkerhed. En sandsynlig forklaring er de to gårde Transbjergholt. De blev bygget i 1800-tallet, nedrevet i 1976 til fordel for det nye Transbjergholt, der blev opført 10 m nordøst for gården. Sindholt lå der, hvor Sindholtparken ligger i dag; den blev også nedrevet i 1970'erne
Villakvarteret i Holterne blev udstykket i 1979 af gården på hjørnet af Engholt i Søndergårde.

## Galleri
- Holte Park
- Broen over åen i Holte Park
- Holte Sø
- Sandholtparken
- Transbjerholt Centralen
- Tjørnholt